# Пономарёв, Андрей Леонидович
Андре́й Леони́дович Пономарёв (23 ноября 1957 — 2 октября 2014) — советский и российский историк Византии, Золотой Орды и Северного Причерноморья, специалист в средневековой нумизматике, экономической и социальной истории. Доктор исторических наук.

## Биография
Сын физика, академика Л. И. Пономарёва (1937—2019).
Окончил исторический факультет МГУ имени М. В. Ломоносова.
В 1999 году защитил диссертацию на соискание учёной степени кандидата исторических наук по теме «Население и территория Каффы по данным Массарии — бухгалтерской книги казначейства за 1381—1382 гг.» (специальность 07.00.03 — всеобщая история).
В 2010 году защитил диссертацию на соискание учёной степени доктора исторических наук по теме «Эволюция денежных систем Причерноморья и Балкан в XIII—XV вв.» (специальность 07.00.03 — всеобщая история).
Работал ведущим научным сотрудником Лаборатории истории Византии и Причерноморья в Средние века при кафедре истории Средних веков исторического факультета МГУ.
Дочь — искусствовед София Багдасарова.
Умер в 2014 году. Похоронен на Яковлевском кладбище (городской округ Подольск).

## Научная деятельность
Основные научные интересы А. Л. Пономарёва были связаны с математическим моделированием экономических и социальных процессов в Причерноморье, Византии и Золотой Орде в XIII—XV веках. Для решения новых задач он выработал новый исследовательский инструментарий, новые аналитические методы: адаптировал к своему материалу и применял серию методов математического моделирования и инструментов статистического исследования.
Математическая составная исследовательской манеры А. Л. Пономарёва ярко проявилась в разработке нумизматического материала, который он использовал как базовый ресурс (наряду и в сравнении с письменными источниками) для реконструкции экономических и социальных процессов. Первой серьёзной апробацией этих подходов явилась монография «Деньги Золотой Орды и Трапезундской империи: квантитативная нумизматика и процессы средневековой экономики» (М., 2000)
Magnum opus учёного — его монография «Эволюция денежных систем Причерноморья и Балкан в XIII—XV вв.» (2-е изд. М., 2012), в основе которой лежит текст его докторской диссертации, защищённой в 2010 году. Отталкиваясь от количественных показателей, полученных при анализе монет, и благодаря разработанным методам статистического анализа, автор выводил и описывал сроки и обстоятельства десятков денежных реформ в Византии, Трапезундской империи и Золотой Орде, идеологию финансистов, параметры, стоимость и названия монет, соотношения между денежными номиналами и так далее.
Многие из проектов А. Л. Пономарева остались не завершёнными: транскрибирование арабских рукописей, хранящихся в Берлине, совместное с А. В. Акопяном редактирование перевода с французского языка книги Шарлотты Каркассон «Méthodes statistiques en numismatique», а также систематизация сведений из архивных источников по экономике Каффы и анализ экономики некоторых периодов истории Золотой Орды на основе нумизматических данных. Отдельно стоит упомянуть подготавливавшиеся им к публикации массарии Каффы и книгу под рабочим названием «Чекан Каффы, чекан в Каффе» (к сожалению, на настоящий момент в ней отсутствует ссылочный аппарат, составлением которого Андрей Леонидович обычно занимался в самом конце работы), на её страницах А. Л. Пономарёв планировал ознакомить коллег с собственным видением средневековых денежных реформ, последовательностями и объёмом эмиссий, штемпельным анализом монет. Кроме того, им была начата отдельная работа, посвящённая последовательности крымского престолонаследия и «событиям инициированным так называемой „Guerra di Agigarei“ 1455 г.»

## Награды
Монография «Эволюция денежных систем Причерноморья и Балкан в XIII—XV вв.» была отмечена премией культурного фонда «Метрополи» за лучшую русскоязычную книгу о Византии, которой он удостоился в Риме всего за несколько дней до смерти — 26 сентября 2014 года.

## Научные труды

### Книги и брошюры
- Учётный список собрания палеотипов / сост. М. И. Афанасьева, Е. А. Коркмазова, А. Л. Пономарев, А. Н. Троицкий. — М., 1986. — 99 с.
- Сводный каталог инкунабулов московских библиотек, архивов и музеев / сост. Н. П. Черкашина (ред.), К. Л. Биленькая, Т. А. Долгодрова, А. Е. Кузнецов, А. Л. Пономарёв. — М.: ГБЛ, НИО истории книги, редких и особо редких изданий, 1988. — 191 с.
- Каталог немецкоязычных изданий XVI века в фондах ВГБИЛ / сост. Е. А. Коркмазова, А. Л. Пономарёв. — М.: Рудомино, 1992. — 258 с.
- Katalog der Drucke des XVI Jahrhunderts aus dem Beschtanden der VGBIL [Deutsche Drucke des XVI. Jahrhunderts] / comp. E. Korkmazova, A. Ponomarev (2-е изд., доп., испр.). — М.: Рудомино, 1996. — 272 s.
- Пономарёв А. Л. Деньги Золотой Орды и Трапезундской империи (квантитативная нумизматика и процессы средневековой экономики). — М.: Эдиториал УРСС, 2002. — 216 с. Рец.: Петров П. Н. Рецензия на монографию А. Л. Пономарёва «Деньги Золотой Орды и Трапезундской империи. Квантитативная нумизматика и процессы средневековой экономики» // Древности Поволжья и других регионов. — Нижний Новгород, 2002. — Вып. IV (Нумизматический сборник. Т. 3). — С. 166—177.
- Пономарёв А. Л. Эволюция денежных систем Причерноморья и Балкан в XIII—XV вв. — М.: Издательство Московского университета, 2011. — 672 с.
  - Рец.: Кириллова Е. Н. Сила и магия чисел. Рецензия на книгу: Пономарёв А. Л. Эволюция денежных систем Причерноморья и Балкан в XIII—XV вв. М.: Изд-во МГУ, 2011 // Диалог со временем. — М., 2013. — № 45. — С. 387—392 [Альманах интеллектуальной истории]; Карпов С. П. Новые горизонты медиевистики: от Италии до Золотой Орды // Исторический журнал: научные исследования. — № 5. — 2013. — С. 617—621 [Рубрика «Рецензии, библиография»; Анализ работ: Крамаровский М. Г. Человек средневековой улицы. Золотая Орда. Византия. Италия. — СПб., 2012; От Онона к Темзе. Чингисиды и их западные соседи. К 70-летию Марка Григорьевича Крамаровского. — М., 2013; Пономарёв А. Л. Эволюция денежных систем Причерноморья и Балкан в XIII—XV вв. — М., 2011].
- Пономарёв А. Л. Эволюция денежных систем Причерноморья и Балкан в XIII—XV вв. (2-е изд.). — М.: Издательство Московского университета, 2012. — 672 с.
- Пономарёв А. Л. Деньги Золотой Орды и Трапезундской империи: квантитативная нумизматика и процессы средневековой экономики. — М.: УРСС, 2000. — 215 с. — ISBN 5836003203, 9785836003203.
- Пономарёв А. Л. Эволюция денежных систем Причерноморья и Балкан в XIII—XV вв.. — 2-е. — М.: МГУ, 2012. — 672 с. — ISBN 5211063074, 9785211063075.

### Статьи и тезисы докладов
- Пономарёв А. Л. Об особенностях денежного счёта в Золотой Орде (по данным нотулярия Ламберто ди Самбучетто) // ВГБИЛ. Тезисы 3-й научной конференции молодых учёных и специалистов. — М., 1983. — С. 8—10.
- Пономарёв А. Л. Данные комплекса кладов золотоордынских монет XIV в. для проверки роли клада как «снимка с обращения» и определения экономической структуры общества // ВГБИЛ. Тезисы 4-й научной конференции молодых учёных и специалистов. — М., 1986. — С. 16—21.
- Пономарёв А. Л. О возможностях идентификации печатной продукции XVI века через показатели технического исполнения (к обоснованию методики составления печатного каталога изданий XVI в., хранящихся в ВГБИЛ) // ВГБИЛ. Тезисы 5-й научной конференции молодых учёных и специалистов. — М., 1988. — С. 30—33.
- Пономарёв А. Л. Владельческие конволюты — объект статистического исследования // ВГБИЛ. Тезисы 5-й научной конференции молодых учёных и специалистов. — М., 1988. — С. 33—37.
- Близнюк С. В., Богданова Н. М., Пономарёв А. Л., Шукуров Р. М. История Византии в Московском государственном университете им. М. В. Ломоносова, 1980—1990 гг. // Византиноведение в СССР: Состояние и перспективы исследований. — М., 1991. — С. 9—35.
- Пономарёв А. Л. Численность купечества и объём торговли генуэзской колонии в Пере в 1281 г. (по данным картулярия Габриэле де Предоно) // XVIII Международный конгресс византинистов. Резюме сообщений. — М., 1991. — С. 913—914.
- Близнюк С. В., Богданова Н. М., Пономарёв А. Л., Шукуров Р. М. Хроника научной жизни. XVIII Международный конгресс византиноведческих исследований // Вестник Московского университета. — М., 1992. — Серия 8: История. — № 4. — С. 56-76.
- Бибиков М. В., Карпов С. П., Богданова Н. М., Близнюк С. В., Пономарёв А. Л., Шукуров Р. М. XVIII Международный конгресс византинистов // Византийский временник. — М., 1993. — Т. 54 (79). — С. 207—219.
- Пономарёв А. Л. Право и рождаемость как факторы феодализации земель // Информационный бюллетень Комиссии по применению математических методов и ЭВМ в исторических исследованиях при отделении истории РАН. — М., 1993. — Март (№ 8). — С. 44—48.
- Пономарёв А. Л. Монетное обращение Золотой Орды в XIV в. (Методика анализа) // Причерноморье в Средние века. — М., 1995. — Вып. 2. — С. 131—155.
- Пономарёв А. Л., Сериков Н. И. 989 (6496) — год крещения Руси (филологический анализ текстов, астрология и астрономия) // Причерноморье в Средние века. — М., 1995. — Вып. 2. — С. 156—185.
- Пономарёв А. Л. Когда Литва летает, или Почему история не прирастает трудами А. Т. Фоменко // Информационный бюллетень Ассоциации «История и компьютер». — М., 1996. — № 18. — С. 127—154.
- Ponomarev A. Internet against Historical Sensation Generated by Matematicians: On reexamining Ptolemaeus’ „Almagest“ // Data Modelling, Modelling History. XIth Conference of the Association for History and Computing. — Мoscow, 1996. — Р. 41-43. (англ.)
- Пономарёв А. Л. Чего нет — того не сосчитать, или Сколько в Византии чеканили монет? // Математические модели исторических процессов. — М., 1996. — С. 224—235.
- Пономарёв А. Л. Кого нет — того не сосчитать, или Сколько в Византии было знати и купцов? // Математические модели исторических процессов. — М., 1996. — С. 236—244 .
- Пономарёв А. Л. Этнический и конфессиональный состав населения Каффы по данным массарий (О методике обработки материала) // Byzantium. Identity, Image, Influence: Extracts. XIX International Congress of Byzantine Studies. University of Copenhagen, 18-24 August, 1996: Abstracts of Communications. — Copenhagen, 1996. — № 3116. (англ.)
- Пономарёв А. Л. О некоторых результатах знакомства с «Ответом на статью А. Л. Пономарёва» // Информационный бюллетень Ассоциации «История и компьютер». — М., 1997. — № 20. — С. 181—184.
- Пономарёв А. Л. О пользе описания распределения качественных признаков показательным законом // Информационный бюллетень Ассоциации «История и компьютер». — Минск(?), 1997. — № 21. — С. 47-49.
- Пономарёв А. Л. О чём свидетельствуют новые датировки Птолемея // Информационный бюллетень Ассоциации «История и компьютер». — М., 1997. — № 22. — С. 156—158.
- Карпов С. П., Макеев Б. А., Пономарёв А. Л., Талызина А. А. Опыт реконструкции средневековых архивов Причерноморья, XIII—XV в.: Транскрипция и моделирование нотариальных источников // Информационный бюллетень РФФИ. — М., 1997. — Том 5. — № 6. — С. 62.
- Пономарёв А. Л. Считая сосчитанное: Проверка корректности нового статистического закона распределения качественных признаков результатами президентских выборов // Круг идей: Традиции и тенденции исторической информатики / Под ред. Л. И. Бородкина, И. Ф. Юшина. — М., 1997. — С. 297—309.
- Пономарёв А. Л. Хочешь быть глобальным историком? Будь им! // Знание — сила. — 1997. — № 10. — С. 104—109.
- Пономарёв А. Л. Денежный рынок Трапезундской империи в XIII—XV вв. // Причерноморье в Средние века. — М., 1998. — Вып. 3. — С. 201—239.
- Пономарёв А. Л. Население и территория Каффы по данным массарии — бухгалтерской книги казначейства за 1381—1382 гг. // Причерноморье в Средние века. — СПб., 2000. — Вып. 4. — С. 317—443. [В оглавлении написано: «Территория и население генуэзской Каффы по данным бухгалтерской книги — массарии казначейства за 1381—1382 гг.»].
- Пономарёв А. Л. Этносы и конфессии средневекового Крыма: Измерение симбиоза // Новые информационные ресурсы и технологии в исторических исследованиях и образовании. Сборник тезисов докладов и сообщений Всероссийской конференции: Подмосковье, «Боровое» 6—9 апреля 2000 г. — М., 2000. — С. 156—158. [Поскольку в рамках работы данной Всероссийской конференции проходила и работа VII конференции Ассоциации «История и компьютер», то иногда эту статью ошибочно обозначают следующим образом: Пономарёв А. Л. Этносы и конфессии средневекового Крыма: Измерение симбиоза // Информационный бюллетень Ассоциации «История и компьютер». — М., 2000. — Март (№ 25). — С. 156—157(159?)].
- Пономарёв А. Л. Когда Литва летает, или Почему история не прирастает трудами А. Т. Фоменко // История и антиистория. — М., 2000. — С. 191—217.
- Пономарёв А. Л. О некоторых результатах знакомства с «Ответом на статью А. Л. Пономарёва» // История и антиистория. — М., 2000. — С. 221—224.
- Пономарёв А. Л. О чём свидетельствуют новые датировки Птолемея // История и антиистория. — М., 2000. — С. 240—244.
- Пономарёв А. Л. Клады, контракты, репарации — статистика доходов в Средние века // Экономическая история. Ежегодник. 2002. — М., 2004. — С. 561—579.
- Пономарёв А. Л. Путеводитель по рукописи массарии Каффы 1374 г. Liber massariae Caffae tempore regiminis egregii viri domini Iuliani de Castro consulis Caffae MCCCLXXIV nunc indicatus et a pluribus mendis purgatus // Причерноморье в Средние века. — СПб., 2005. — Вып. 6. — С. 43—138.
- Ponomarev A. Witnesses of Crisis and the Reform: The Genoese Treasurers of Caffa in the Late Fourteenth Century // International Conference in Memory of Dr. Milko Mirchev. Numismtic, Sphragistic and Epigraphic Contributions to the History of the Black Sea Coast. Summaries. — Varna, 2005. — P. 21.
- Пономарёв А. Л. Чьи на Руси деньги?: Финансовый кризис в Золотой Орде 1380—1381 гг. по данным бухгалтерской книги генуэзского казначейства в Каффе (Феодосия) // Труды Международных нумизматических конференций. Монеты и денежное обращение в монгольских государствах XIII—XV веков. I MHK — Саратов 2001; II МНК — Муром 2003. — М., 2005. — С. 47—49.
- Ponomarev A. Crisis of Coinage or Coinage of the Crisis (1300—1350) // Proceedings of the 21st International Congress of Byzantine Studies. London 21-26 August 2006. — London, 2006. — Vol. III. — Р. 116.
- Ponomarev A. Seigniorage, Barred Culling and Wisdom of «Al Marco» Coinage // Studii şi Cercetări de Numismatică. — 2006/2007. — Vol. XII—XIII. — S. 293—310.
- Пономарёв А. Л. Хитрости средневековья: Чекан «аль-марко» и законы Гаусса // Информационный бюллетень Ассоциации «История и компьютер». — М.—Тамбов, 2006. — № 34. — С. 132—134.
- Пономарёв А. Л. Чекан аль-марко: Закон Гаусса и хитрости средневековых финансистов // Город и степь в контактной евро-азиатской зоне. III Международная научная конференция, посвящённая 75-летию со дня рождения профессора Г. А. Фёдорова-Давыдова. — М., 2006. — С. 214—215.
- Пономарёв А. Л. Денежный рынок на Балканах в XIV—XV вв.: перпер и ставрат // Византийский временник. — М., 2007. — Т. 66 (91). — С. 60—92.
- Ponomarev A. Silver In, Silver Out: Principles for Calculating Outflow of a Medieval Currency // Istituto Internazionale di Storia Economica «F. Datini». Relazioni economiche tra Europa e mondo islamico, secc. XIII—XVIII. — Prato, 2007. — Vol. 2. — S. 1008—1026.
- Пономарёв А. Л. Кризис, которого не было: Денежно-финансовая система Византии в конце XIII — середине XIV в. [Часть 1] // Византийский временник. — М., 2008. — Т. 67 (92). — С. 17—37.
- Вин Ю. Я., Захарова А. В., Карпов С. П., Лидов А. М., Лобовикова К. И., Медведев И. П., Пономарёв А. Л., Шукуров Р. М., Этингоф О. Э. XXI Международный конгресс византийских исследований в Лондоне (21—26 августа 2006 г.) // Византийский временник. — М., 2008. — Т. 67 (92). — С. 291—300.
- Ponomarev A. The Genoese Treasurers of Caffa — Witnesses of the Golden Horde Crisis and Byzantine Reform // Acta musei Varnaensis. — Varnа, 2008. — Vol. VII. — № 1. — Р. 427—445.
- Пономарёв А. Л. Кризис, которого не было: Денежно-финансовая система Византии в конце XIII — середине XIV в.: Часть 2 // Византийский временник. — М., 2009. — Т. 68 (93). — С. 25—47.
- Ponomarev A. Monetary Markets of Byzantium and the Golden Horde: State of Affairs According to the Account Books of the Genoese Treasurers of Caffa, 1374—1381 // Море и берега: К 60-летию Сергея Павловича Карпова. — М., 2009. — С. 595—612.
- Пономарёв А. Л. Двойной стандарт чекана как инструмент финансовой политики средневековых государств // Причерноморье в Средние века. — СПб., 2009. — Вып. 7. — С. 133—163.
- Пономарёв А. Л. Денежная политика Трапезундской империи // Вестник Московского университета. — М., 2010. — Серия 8: История. — № 2. — С. 21—41.
- Пономарёв А. Л. Первые деньги Золотой Орды // Вестник Московского университета. — М., 2010. — Серия 13: Востоковедение. — № 3. — С. 59—83.
- Пономарёв А. Л. Серебряный перпер: эволюция денежной системы Византии при последних Палеологах [Часть 1] // Византийский временник. — М., 2010. — Т. 69 (94). — С. 76—94.
- Пономарёв А. Л. Ключи к джучидскому чекану: Токта, год хиджры 710 // Нумизматика Золотой Орды. — Казань, 2011. — № 1. — С. 28—49.
- Пономарёв А. Л. Курс денег [дангов — авт.] Токтамыша и надчеканки на его пулах // XVI Всероссийская нумизматическая конференция. Санкт-Петербург, Репино, 18—23 апреля 2011 года. Тезисы докладов и сообщений. — СПб., 2011. — С. 74—75.
- ППономарёв А. Л. Караты, дукаты и динары Иоанна V Палеолога и Иоанна VI Кантакузина // Причерноморье в Средние века. — СПб., 2011. — Вып. 8. — С. 137—168.
- Пономарёв А. Л. Русский рубль и татарский сум в системе мер средневековья // Научный Татарстан: Гуманитарные науки. — Казань, 2011. — № 2. — С. 175—186.
- Пономарёв А. Л. Серебряный перпер: эволюция денежной системы Византии при последних Палеологах: Часть II // Византийский временник. — М., 2011. — Т. 70 (95). — С. 51—65.
- Пономарёв А. Л. «Солхатская война» и «император» Бек Булат // Золотоордынское наследие. Материалы второй Международной научной конференции «Политическая и социально-экономическая история Золотой Орды», посвящённой памяти М. А. Усманова. Казань, 29—30 марта 2011 г. — Казань, 2011. — Вып. 2. — С. 18—21.
- Пономарёв А. Л. Барикат и ярмак: Зарождение денежной системы в Северном Причерноморье XIII в. // Нумизматика Золотой Орды. — Казань, 2012. — № 2. — С. 74-80.
- Пономарёв А. Л. Продуктивность монетных дворов древности: анализ динамической выборки // Экономическая история: Ежегодник. 2011/2012. — М., 2012. — С. 653—672.
- Пономарёв А. Л. Крамольное золото генуэзской Каффы // XVII Всероссийская нумизматическая конференция. Москва, Пущино, 22—26 апреля 2013 года. Тезисы докладов и сообщений. — М., 2013. — С. 70—71.
- Пономарёв А. Л. Первые ханы Крыма: хронология смуты 1420-х годов в счетах генуэзского казначейства Каффы // Золотоордынское обозрение. — Казань, 2013. — № 2. — С. 158—190.
- Зайончковский Ю. В., Пономарёв А. Л. Генуэзская надчеканка «законный» на дангах Золотой Орды и Крыма // ГИМ. Нумизматические чтения 2013 года. Москва, 19—20 ноября 2013 г. Материалы докладов и сообщений. — М., 2013. — С. 70—76.
- Пономарёв А. Л. Хан Крыма Бек Суфи, его законные данги и лже-Едигей // ГИМ. Нумизматические чтения 2013 года. Москва, 19—20 ноября 2013 г. Материалы докладов и сообщений. — Москва, 2013. — С. 76-84.
- Пономарёв А. Л. Ибрагим, сын Махмудека: вхождение во власть и кошельки (1) // Золотоордынское обозрение. — Казань, 2014. — № 1 (3). — С. 128—162.
- Пономарёв А. Л. Ибрагим, сын Махмудека: Вхождение во власть и кошельки (2) // Золотоордынское обозрение. — Казань, 2014. — № 2 (4). — С. 191—225.
- Пономарёв А. Л. Крымское ханство и консулат Каффы в 1466 г. (870/871 г.х.): Власть и деньги // Причерноморье в Средние века. — М., 2015. — Вып. 9. — С. 44—108.
- Пономарёв А. Л. Двуязычные данги татарского «императора» // Международная научная конференция «Два века мусульманской нумизматики в России: Итоги и перспективы» (Санкт-Петербург, 24—29 сентября 2012 г.): Тезисы докладов. — СПб., 2012.
- Монета генуэзской Каффы, 1420—1475 // Сфрагистика, нумизматика, геральдика средневекового Крыма: Материалы и исследования Отдела нумизматики. — СПб.: Государственный Эрмитаж. — [14 с.]

### Доклады на конференциях
- [О статистическом анализе фрагментов бухгалтерских книг] — XIX Всесоюзная конференция византинистов (1990 г.).
- Численность купечества и объём торговли генуэзской колонии в Пере в 1281 г. (по данным картулярия Габриэле де Предоно) — XVIII Международный конгресс византинистов (Москва, 8—14 августа 1991 г.).
- Этнический и конфессиональный состав населения Каффы по данным Массарий (О методике обработки материала) — XIX Международный конгресс византинистов (Копенгаген, 18—24 августа 1996 г.).
- Демография генуэзской колонии: измерение симбиоза — Конференция «Сравнительное изучение цивилизаций мира (междисциплинарный подход)» (Москва, 21—22 декабря 1998 г.).
- Этносы и конфессии средневекового Крыма: Измерение симбиоза — VII конференция Ассоциации «История и компьютер», проводимая в рамках работы Всероссийской конференции «Новые информационные ресурсы и технологии в исторических исследованиях и образовании» (Подмосковье, «Боровое» 6—9 апреля 2000 г.; секция «Квантитативная история», подсекция Iа «Историческая демография»).
- Чьи на Руси деньги?: Финансовый кризис в Золотой Орде 1380—1381 гг. по данным бухгалтерской книги генуэзского казначейства в Каффе (Феодосия) — Международная нумизматическая конференция «Монеты и денежное обращение в монгольских государствах XIII—XV веков» (Саратов, 17—21 сентября 2001 г.).
- В автореферате докторской диссертации на стр. 14 ошибочно упоминается о докладе А. Л. Пономарёва на IX конференции Ассоциации «История и компьютер» в 2004 году. По сведениям, сообщённым Л. И. Бородкиным, на самом деле в этом году А. Л. Пономарёв с докладом не выступал.
- [название не установлено; в сборник тезисов доклад не вошёл; упоминается в автореферате докторской диссертации на стр. 14] — IV Международная конференция «Монеты и денежное обращение в монгольских государствах XIII—XV вв.» (Болгар, 6—12 сентября 2005 г.).
- Witnesses of Crisis and the Reform: The Genoese Treasurers of Caffa in the Late Fourteenth Century — Международная конференция «Numismatic, Sphragistic and Epigraphic Contributions to the History of the Black Sea Coast», посвящённая памяти доктора Милко Мирчева (Варна, Болгария, 2005 г.).
- Crisis of Coinage or Coinage of the Crisis (1300—1350) — XXI Международный конгресс византинистов (Лондон, 21—26 августа 2006 г.).
- Чекан аль-марко: Закон Гаусса и хитрости средневековых финансистов — III Международная научная конференция «Город и степь в контактной евро-азиатской зоне», посвящённая 75-летию со дня рождения профессора Г. А. Фёдорова-Давыдова (Казань, Москва, 21—24 ноября 2006 г.).
- Хитрости средневековья: Чекан «аль-марко» и законы Гаусса — Конференция Ассоциации «История и компьютер» (2006 г.).
- Silver In, Silver Out: Principles for Calculating Outflow of a Medieval Currency — Международная конференция «Relazioni economiche tra Europa e mondo islamico» (Прато, Италия, 2007 г.).
- [название не установлено; в сборник тезисов доклад не вошёл; упоминается в автореферате докторской диссертации на стр. 15] — Чтения, посвященные 60-летию профессора, члена-корреспондента РАН, заведующего кафедрой истории Средних веков и раннего Нового времени, декана исторического факультета МГУ С. П. Карпова (Москва, 2008 г.).
- «Солхатская война» и «император» Бек Булат — Второй Золотоордынский форум. Вторая Международная научная конференция «Политическая и социально-экономическая история Золотой Орды», посвящённая памяти М. А. Усманова. Казань, 29—30 марта 2011 г. Состоялся 29 марта 2011 г.
- Курс дангов Токтамыша и надчеканки на его пулах — XVI Всероссийская нумизматическая конференция. Санкт-Петербург, Репино, 18—23 апреля 2011 года. Состоялся 20 апреля 2011 г. (по программке).
- Двуязычные данги татарского «Императора» — Два века мусульманской нумизматики в России. Итоги и перспективы, Санкт-Петербург. 24—28 сентября 2012 г. Эрмитаж. Состоялся 28 сентября 2012 г. (по программке).
- Первые ханы Крыма: хронология смуты в счетах генуэзского казначейства Каффы, 1420—1428 гг. — Третий Международный Золотоордынский форум. Международная научная конференция «Расцвет Золотой Орды: правление Узбек-Хана». Казань, 19—20 марта 2013 г. Состоялся 19 марта 2013 г.
- Ибрагим сын Махмудека: вхождение во власть и кошельки — Третий Международный Золотоордынский Форум. Международная научная конференция «Вопросы монетного дела и денежного обращения в Золотой Орде в свете источниковедческих исследований». Казань, 20-21 марта 2013 г. Состоялся 20 марта 2013 г.
- Крамольное золото генуэзской Кафы — Семнадцатая Всероссийская нумизматическая конференция. Москва, Пущино, 22-26 апреля 2013 года. Состоялся 24 апреля 2013 г. (по программке); реально — сдвинут на день.
- Первые ханы Крыма: хронология смуты в счетах генуэзского казначейства Каффы, 1420—1428 гг. — Ломоносовские Чтения, Москва. Состоялся 24 апреля 2013 г.
- Когда каталанцы ушли: «военные деньги» Империи — XX Всероссийская научная сессия византинистов «Византия и византийское наследие в России и в мире», Москва. Состоялся 5 июня 2013 г.
- Хан Крыма Бек Суфи, его законные данги и лже-Едигей — Нумизматические чтения 2013 г., ГИМ, Москва, 19 ноября 2013 г. Этот и следующий доклады реально, возможно, состоялись 20 ноября 2013 г.
- Генуэзская надчеканка «законный» на дангах Золотой Орды и Крыма — Нумизматические чтения 2013 г., ГИМ, Москва, 19 ноября 2013 г. (в соавторстве с Ю. В. Зайончковским).

### Другое
Подготовленные работы для Studii şi Cercetări de Numismatică (Bucuresti):
1. Ponomarev A. Moldavian groats of Stefan II: keys to «al marco» [2007 г.; 2 печатных листа],
2. Ponomarev A. What’s in the Name that Signifies a Palaeologan Coin [2008 г.].